# Conte di Benazuza

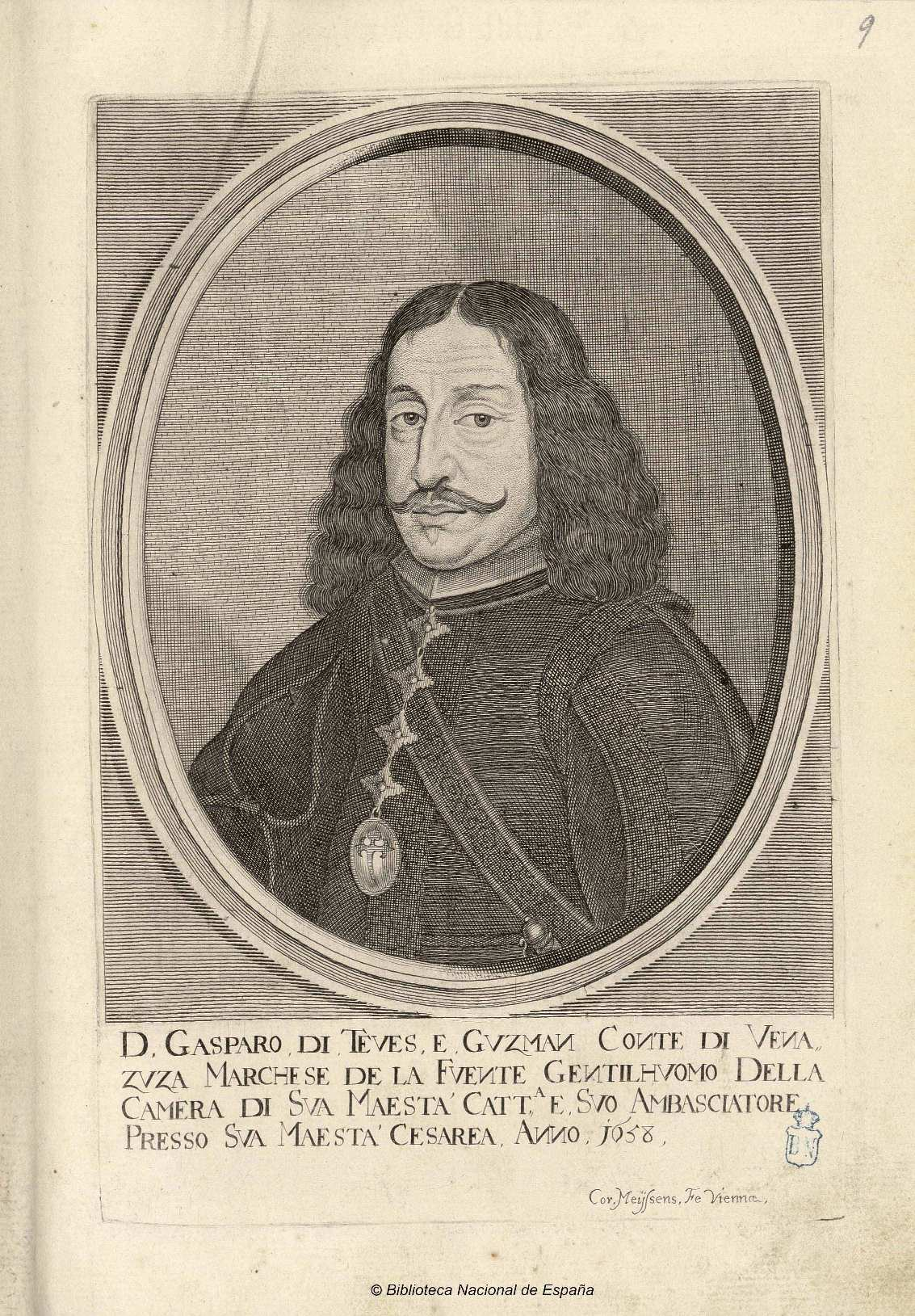
Gaspar de Teves y Tello de Guzmán

Conte di Benazuza è il titolo nobiliare spagnolo creato da re Filippo IV con lettera del 13 dicembre 1663 per Gaspar de Teves y Tello de Guzmán, I conte di Benazuza. 
Il suo nome si riferisce alla fattoria Benazuza, situata nel municipio andaluso di Sanlúcar la Mayor, nella provincia di Siviglia. 

## Conti di Benazuza
- Gaspar de Teves y Tello de Guzmán (1608-1673), I conte di Benazuza, I marchese della Fuente del Torno;
- Gaspar de Teves Tello y Guzmán, II conte di Benazuza, II marchese della Fuente del Torno;
- Gerolamo Talenti Fiorenza, III conte di Benazuza, IV marchese di Conturbia;
- Gerolamo Talenti Fiorenza (?-1726), IV conte di Benazuza, V marchese di Conturbia, sposò Eleonora Gonzaga, figlia di Carlo Gonzaga, principe di Castiglione e marchese di Medole;
- Gerolamo Talenti Fiorenza, V conte di Benazuza, VI marchese di Conturbia;
- Luigi Gerolamo Talenti Fiorenza, VI conte di Benazuza, VII marchese di Conturbia;
- María Lelia Talenti Fiorenza, VII conte di Benazuza, VIII marchese di Conturbia;
- Luis María de Solís y Manso, VIII conte di Benazuza;
- Petra de Solís y Acuña, IX contessa di Benazuza;
- Ramón Ceballos-Zúñiga y Cabeza de Vaca, X conte di Benazuza;
- María Rosa Tous de Monsalve y Ceballos-Zúñiga, XI contessa di Benazuza.